# جمعية كشافة باراغواي
جمعية كشافة باراغواي هي المنظمة الكشفية الوطنية في باراغواي. الكشافة في باراغواي تأسست في عام 1960 وأصبحت عضو في المنظمة العالمية للحركة الكشفية في عام 1962. والجمعية يشارك فيها 369 عضوا (اعتبارا من 2011).

## روابط خارجية
- جمعية كشافة باراغواي